# 26119 Duden
26119 Duden è un asteroide della fascia principale. Scoperto nel 1991, presenta un'orbita caratterizzata da un semiasse maggiore pari a 2,4062456 UA e da un'eccentricità di 0,2258175, inclinata di 2,06537° rispetto all'eclittica.